# 복수

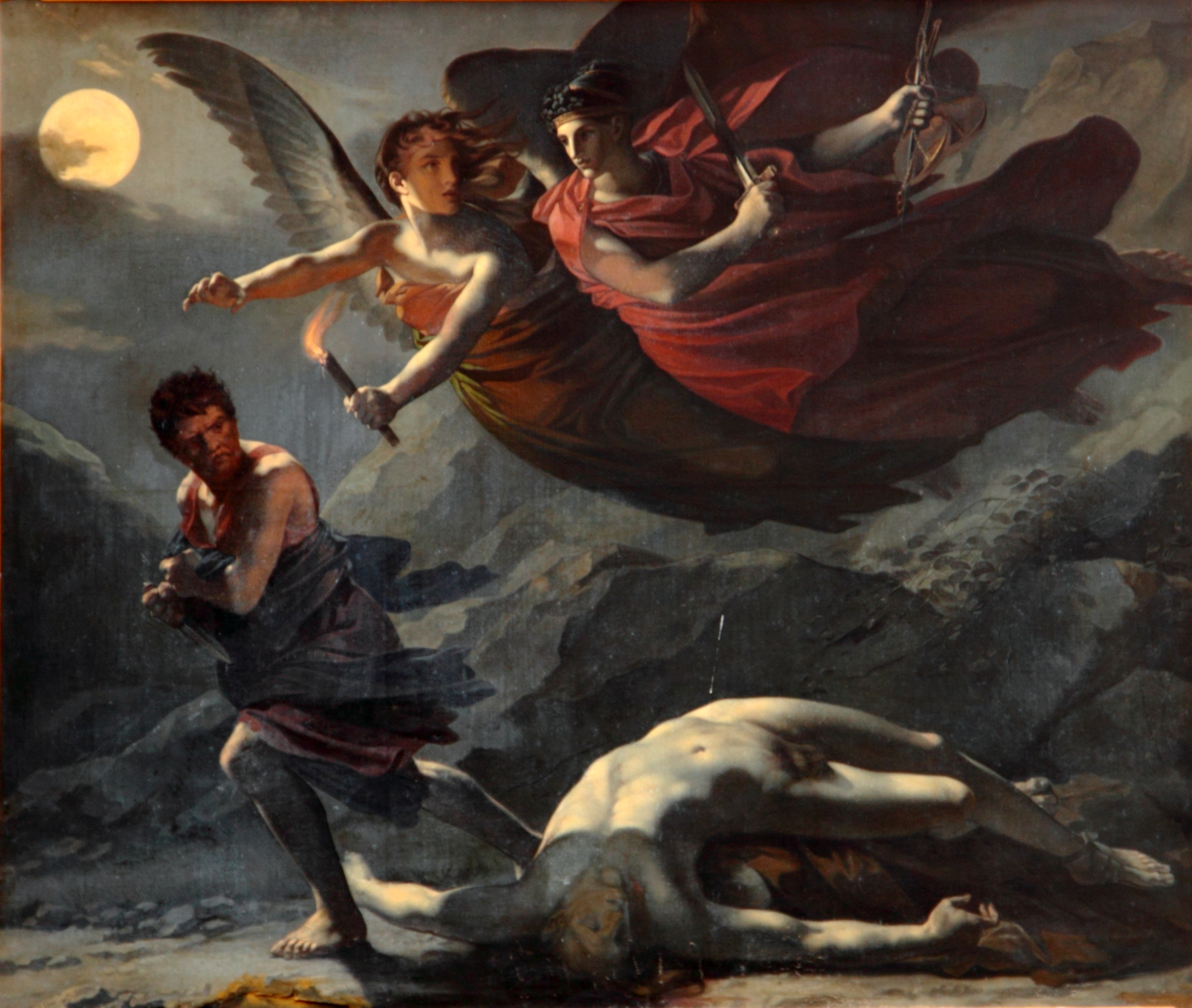
피에르폴 프뤼동의 "정의와 신의 복수는 죄인을 추적한다"(La Justice et la Vengeance divine poursuivant le crime, 1805~1808년 경)

복수(復讐) 또는 보복(報復)은 본인이나 같은 집단의 사람(형제, 부모 등 가족, 친척, 친구, 같은 부락 소속의 사람 등)이 다른 사람이나 다른 집단에서 육체적, 정신적, 재산적, 사회적 피해를 실제로 받았거나, 그렇게 받았다고 느꼈을 때 받은 것만큼 상대에게 피해를 주는 행위이다.
역사적으로 복수를 권장하는 문화들도 존재했었고, 힘을 가졌던 사람들은 복수 명분으로 대량학살을 실행하기도 했다. 그러나 많은 사람들의 본성상 스노하체스트보와 같은 현상이 만연할 수도 있었다. 따라서 다들 복수를 하기 시작하면 국가나 사회적 피해가 매우 커질 수도 있어서 국가나 법률의 발달에 따라 금지되고 복수를 할만한 사건이 발생할 때는 국가에서 재판 등을 통해 민법(손해배상 등), 형법(형벌 등)을 통해 중재하여 해결하기에 이르렀다.
오늘날에는 이유여하를 불문하고 사적인 복수는 법률로서 금지되고, 실제로 복수를 실행하면 범죄로 간주되어 형사처벌을 받게 된다. 복수를 하여 성립하는 범죄는 주로 살인죄, 폭행죄, 상해죄 등이 있다.

## 같이 보기
- 업
- 보복조치
- 복구
- 대응조치
- 명예살인
- 노여움
- 천벌
- 눈에는 눈
- 자구행위
- 공정한 세상 가설
- 소송
- 과잉금지의 원칙
- 처벌
- 복구
- 샤덴프로이데
- 원귀
- 전쟁